# گورستان نافچ
گورستان نافچ مربوط به دوره صفوی - دوره قاجار است و در شهرستان شهرکرد، شهر نافچ واقع شده است. این اثر در تاریخ ۱۱ مرداد ۱۳۸۴ با شمارهٔ ثبت ۱۲۴۰۶ به‌عنوان یکی از آثار ملی ایران به ثبت رسیده است.